# Butterfly search
butterfly_search (バタフライサーチ) は、Microsoft Windows向けのデスクトップ検索ツールである。

## 特徴
- 日本語はN-gram、英語は空白区切りで索引化
- 検索エンジン、フロントエンド、インデックス（索引）ビューアが１つのモジュールに統合されており、設置の手間が少ない
- フロントエンド側の機能として簡易近傍検索、正規表現検索をサポート
- 1つのファイルサイズが2ギガバイトを超えるファイルをサポート

### 文書フィルタ
- 「xdoc2txt」：Office系ドキュメント
- 「Microsoft Office Document Imaging」：画像に含まれる文字
- 「ExeToText」：EXE,DLL（実行バイナリモジュール）内のテキスト文字

### 特筆性
他の全文検索ツールにない特徴としては、インデックス（索引）ビューアのサポートが挙げられる。索引文字列の抽出結果（索引一覧、出現回数等）を確認できることは、N-gramの理解に役立つ。

## エピソード
１つのファイルサイズが8ギガバイトの個人情報ファイルが情報漏洩した際、一般のエディタでは開けなかった為、butterfly_searchが利用された。 